# Reillanne
Reillanne é uma comuna francesa na região administrativa da Provença-Alpes-Costa Azul, no departamento dos Alpes da Alta Provença. Estende-se por uma área de 38,55 km². Em 2010 a comuna tinha 1 716 habitantes (densidade: 44,5 hab./km²).